# Huta (gmina Soleczniki)
Huta (lit. Ūta) − wieś na Litwie, w rejonie solecznickim, 5 km na wschód od Solecznik, zamieszkana przez 76 ludzi. Przed II wojną światową w Polsce, w powiecie wileńsko-trockim województwa wileńskiego.